# Maria Susanne Kübler

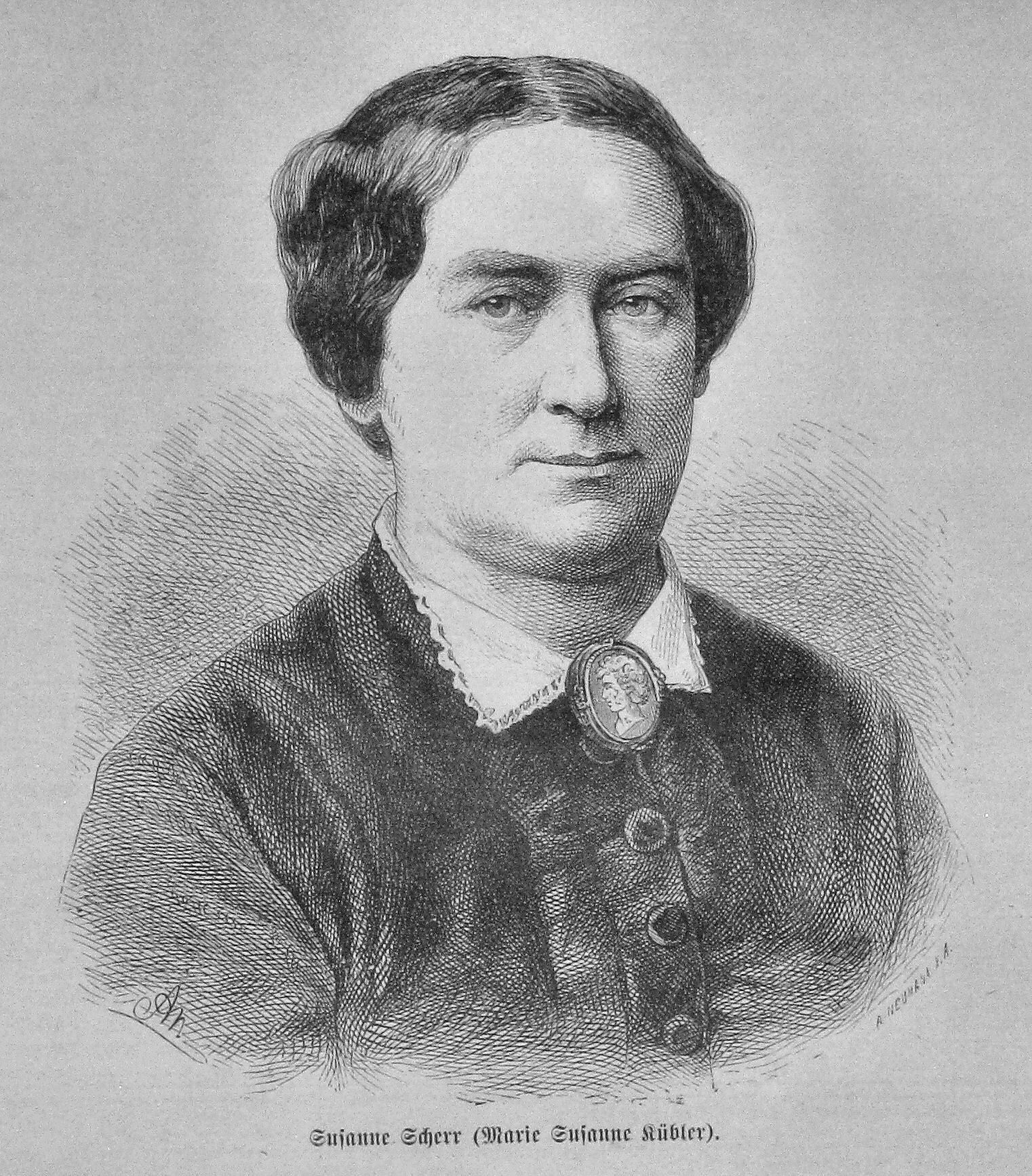
Portrait von Susanne Scherr (Kübler) in der Illustrierten Die Gartenlaube von 1873

Maria Susanne Kübler (* 27. Februar 1814 in Winterthur; † 4. Februar 1873 in Zürich) war eine Schweizer Volksschriftstellerin.

## Leben
Maria Susanna (auch Susanne) Kübler wurde als Tochter eines Lehrers geboren und wuchs in der heutigen Winterthurer Altstadt an der Steinberggasse auf. In einem Internat in Yverdon-les-Bains erlernte sie Englisch, Französisch und Italienisch. Ihr Bruder war der Theologe und Schriftsteller Jakob Kübler.
Im Alter von 20 Jahren heiratete sie den Kaufmann Johann Jakob Haggenmacher; aus der Ehe entstammen vier Kinder. Während Maria die Zeit mit ihren Kindern zuhause verbrachte, war ihr Ehemann mit seiner geschäftlichen und militärischen Karriere beschäftigt und musste als Vormund auf seine Halbgeschwister aufpassen. Überfordert mit dieser Aufgabe, liess er sich zuhause immer weniger blicken. Im siebten Ehejahr verliebte sich Maria Kübler in den Winterthurer Lehrer Johannes Scherr. Obwohl dieser nach Stuttgart zog, scheiterte ihre Ehe mit Haggenmacher wenig später dennoch. Er wurde 1844 wegen der schlechten Buchführung seines Spezereiladens und weil er seine vormundschaftlichen Pflichten ungenügend wahrnahm, bevormundet, und die Ehe wurde geschieden.
Kübler folgte Scherr nach der Liquidation des Geschäfts ihres Ex-Mannes mit zwei ihrer Kinder nach Deutschland und verheiratete sich nach der zweijährigen Trennung mit ihm. Die zwei bereits schulpflichtigen Kinder blieben bei ihrem Grossvater. Da das Einkommen Scherrs nicht ausreichte, musste auch Maria für Einnahmen sorgen. Sie unterstützte ihren Ehemann bei seiner Tätigkeit als Übersetzer, schrieb selbst Artikel über Hauswirtschaft und Erziehung für Frauenzeitschriften und illustrierte Kinderbücher. Sie gebar Scherr zwei weitere Kinder, wobei das erste kurz nach der Geburt starb. 1848 wurde Johannes Scherr als Exponent der liberalen Bewegung nach der gescheiterten Revolution in Deutschland zum Staatsfeind erklärt und zur Verhaftung ausgeschrieben. Dank persönlichen Kontakten zur Haushälterin eines Polizisten konnte sie ihn rechtzeitig warnen, und Scherr konnte nach Zürich fliehen. Er wurde in Abwesenheit wegen Hochverrats zu 15 Jahren Gefängnis verurteilt. Maria folgte ihm 1849 zurück in die Schweiz.
Hier war sie nun selbst Flüchtling im eigenen Land, da sie durch die Heirat mit einem Ausländer das Schweizer Bürgerrecht verloren hatte. Sie konnte sich erst nach Zahlung einer Personalkaution durch einen Verwandten die Aufenthaltsbewilligung in Zürich für sich und ihre Kinder sichern. Sie begann mit der Arbeit an ihrem Ratgeber und späteren Bestseller Das Hauswesen. Kübler behandelte darin alle Fragen zur Haushaltsführung, die eine Frau zu jener Zeit wissen musste. 1850 erschien das Buch, wurde 17 Mal neu aufgelegt und gilt als Standardwerk jener Zeit.
Nach Fertigstellung des Buches zog die Familie zurück nach Winterthur, wo ihr Ehemann in der Villa Sonnenberg eine Privatschule eröffnete. Kübler unterrichtete an der Schule Englisch und Französisch. 1853 gebar sie im Alter von 39 Jahren einen weiteren Sohn, der jedoch nach sieben Monaten starb. Die Zeit in Winterthur war ihre Hauptschaffenszeit als Schriftstellerin. Sie schrieb weitere Ratgeber und Kochbücher wie Der Frauenspiegel (1854), das Hausfrauenbrevier (1854), Die Hausmutter (1857), Die geschickte Köchin (1858) und überarbeitete weitere Auflagen ihres Hauptwerks. Der Familie glückte durch den gemeinsamen Erfolg der gesellschaftliche Aufstieg; sie empfing Gäste wie den Dichter August Corrodi, den Schweizer Bundespräsidenten Jonas Furrer oder den Winterthurer Firmengründer Salomon Volkart.
Nach gut einem Jahrzehnt in Winterthur zog die Familie 1860 zurück nach Zürich, da Scherr eine Stelle als Professor am Polytechnikum Zürich angenommen hatte. Maria war auch in Zürich weiterhin schriftstellerisch tätig. Sie verstarb im Alter von 58 Jahren nach einem Schlaganfall und wurde auf dem Friedhof Zürich-Aussersihl beerdigt.
2008 wurde im Winterthurer Quartier Dättnau der Maria-Kübler-Weg nach ihr benannt.

## Werke

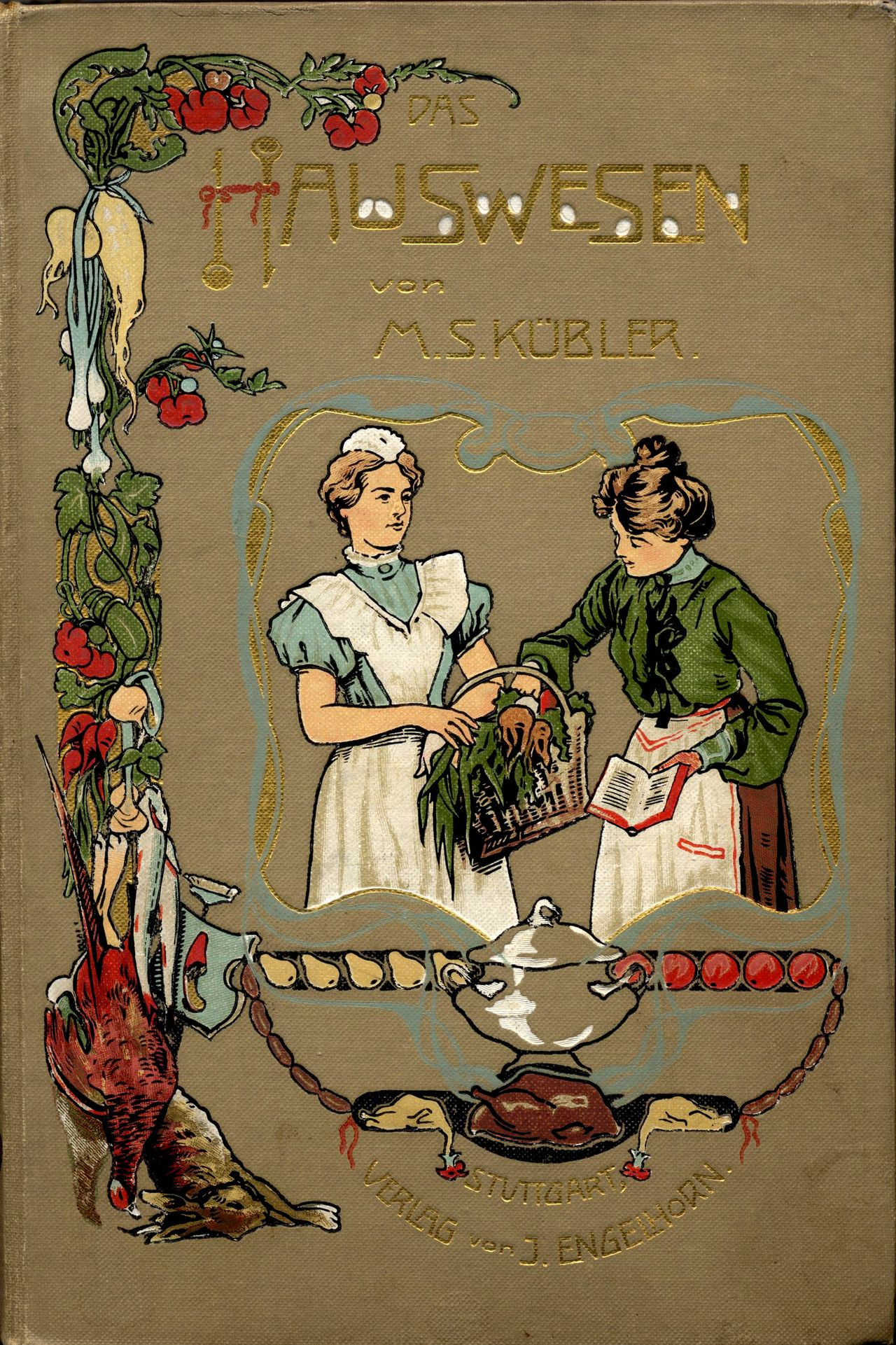
Das Hauswesen (15. Ausgabe von 1905)

- Das Hauswesen, nach seinem ganzen Umfange dargestellt in Briefen an eine Freundin mit Beigabe eines vollständigen Kochbuches. 1850.
- Winterrosen in einem Kranze. Erzählungen für die Jugend. 1851.
- Kleinkinderbüchlein. 1852.
- Der Frauenspiegel. Ein Festgeschenk für deutsche Frauen und Jungfrauen. 1854.
- Hausfrauenbrevier für heiratsfähige Mädchen und Bräute. 1854, 2. Auflage 1859.
- Die Hausmutter. Ein wirthschaftliches Hülfsbuch für Frauen und Mädchen der mittleren Stände mit besonderer Berücksichtigung der Lehre von den Nahrungsmitteln und einem Kochbuch für die bürgerliche Küche. 1857.
- Mährchen und Geschichtenbuch der Fee Chrysalinde. Drollige Bilder für artige Kinder. 1857.
- Die geschickte Köchin. 1858.
- Vreneli’s Dienstjahre. 1860.
- Münchhausen. [1860].
- Anleitung für Hausfrauen und Wirthschafterinnen zum Schlachten der Thiere, zur Aufbewahrung aller Fleisch- und Fettarten und der Eier, zum Kochen und Einkochen, Einsalzen, Einpökeln … des Fleisches aller Thierarten. Berlin 1862.
- Die Pilger der Wildniss. Eine geschichtliche Erzählung für die reifere Jugend. 1864.
- Die Schule der Mutter. Ein Hand- und Hülfsbuch für Mütter und Erzieherinnen. 1864.
- Das Buch der Mütter. Anleitung zu naturgemässer leiblicher und geistiger Erziehung der Kinder und zur allgemeinen Krankenpflege. 1867.
- Leitfaden für die verschiedenen weiblichen Arbeiten. 1968.
- Neues deutsches Kochbuch. 2. Auflage. 1882; 3. Auflage 1892.